# マヤグアナ島
マヤグアナ島（マヤグアナとう、英語: Mayaguana）はバハマの県である。県都はアブラハムズ・ベイ（Abraham's Bay）。

## 隣接行政区画
- アクリンズ
- イナグア島
- タークス・カイコス諸島

## 交通
- マヤグアナ空港（英語版）